# Гребінники
Гребі́нники —  село в Україні, у Валківській міській громаді Богодухівського району Харківської області. Населення становить 50 осіб. До 2020 орган місцевого самоврядування — Минківська сільська рада.

## Географія
Село Гребінники знаходиться на одному з витоків річки Грушева, є загата. На відстані 2 км розташовані села Минківка, Мірошники, Манили, Велика Кадигробівка, Тугаївка і Нестеренки.

## Історія
12 червня 2020 року, розпорядженням Кабінету Міністрів України № 725-р «Про визначення адміністративних центрів та затвердження територій територіальних громад Харківської області», увійшло до складу Валківської міської громади.
19 липня 2020 року, в результаті адміністративно-територіальної реформи та ліквідації Валківського району, село увійшло до складу Богодухівського району.